# Mistrovství světa ve volejbale žen 1956
2. mistrovství světa  ve volejbale žen proběhlo v dnech 30. srpna – 12. září ve Francii.
Turnaje se zúčastnilo 17 družstev, rozdělených do dvou čtyřčlenných a tří tříčlenných skupin. První dva celky postoupily do finálové skupiny, týmy na třetím a čtvrtém místě hrály o 11. - 17. místo. Mistrem světa se stalo družstvo Sovětského svazu.

## Výsledky a tabulky

### Skupina A
|    |             | URS | USA | ISR | LUC | V | P | Skóre | B |
| 1. | SSSR        | *** | 3:0 | 3:0 | 3:0 | 3 | 0 | 9:0   | 6 |
| 2. | USA         | 0:3 | *** | 3:0 | 3:0 | 2 | 1 | 6:3   | 5 |
| 3. | Izrael      | 0:3 | 0:3 | *** | 3:0 | 1 | 2 | 3:6   | 4 |
| 4. | Lucembursko | 0:3 | 0:3 | 0:3 | *** | 0 | 3 | 0:9   | 3 |

 SSSR -  Lucembursko 3:0 (15:1, 15:2, 15:0) 
30. srpna 1956 - Paříž (Palais de Sports) 

 USA -  Izrael 3:0 (15:1, 15:4, 15:2)
30. srpna 1956 - Paříž (Palais de Sports) 

 SSSR -  USA 3:0 (15:7, 15:4, 15:6) 
31. srpna 1956 - Paříž (Palais de Sports) 

 Izrael -  Lucembursko 3:0 (15:7, 15:5, 15:6)
31. srpna 1956 - Paříž (Palais de Sports) 

 SSSR -  Izrael 3:0 (15:2, 15:2, 15:0) 
1. září 1956 - Paříž (Palais de Sports) 

 USA -  Lucembursko 3:0 (15:0, 15:1, 15:1) 
1. září 1956 - Paříž (Palais de Sports) 

### Skupina B
|    |          | POL | CHN | AUT | GER | V | P | Skóre | B |
| 1. | Polsko   | *** | 3:1 | 3:0 | 3:0 | 3 | 0 | 9:1   | 6 |
| 2. | Čína     | 1:3 | *** | 3:0 | 3:0 | 2 | 1 | 7:3   | 5 |
| 3. | Rakousko | 0:3 | 0:3 | *** | 3:0 | 1 | 2 | 3:6   | 4 |
| 4. | SRN      | 0:3 | 0:3 | 0:3 | *** | 0 | 3 | 0:9   | 3 |

 Čína -  Rakousko 3:0 (15:1, 15:2, 15:3) 
30. srpna 1956 - Paříž (Palais de Sports) 

 Polsko -  SRN 3:0 (15:0, 15:0, 15:1)
30. srpna 1956 - Paříž (Palais de Sports) 

 Rakousko -  SRN 3:0 (15:10, 15:7, 15:0) 
31. srpna 1956 - Paříž (Palais de Sports) 

 Polsko -  Čína 3:1 (17:15 14:16, 15:6, 15:5)
31. srpna 1956 - Paříž (Palais de Sports) 

 Čína -  SRN 3:0 (15:1, 15:3, 15:2) 
1. září 1956 - Paříž (Palais de Sports) 

 Polsko -  Rakousko 3:0 (15:5, 15:3, 15:1) 
1. září 1956 - Paříž (Palais de Sports) 

### Skupina C
|    |            | TCH | NED | BEL | V | P | Skóre | B |
| 1. | ČSR        | *** | 3:0 | 3:0 | 2 | 0 | 6:0   | 4 |
| 2. | Nizozemsko | 0:3 | *** | 3:0 | 1 | 1 | 3:3   | 3 |
| 3. | Belgie     | 0:3 | 0:3 | *** | 0 | 2 | 0:6   | 3 |

 Československo -  Belgie 3:0 (15:1, 15:1, 15:4) 
30. srpna 1956 - Paříž (Palais de Sports) 

 Nizozemsko -  Belgie 3:0 (15:10, 15:7, 15:5) 
31. srpna 1956 - Paříž (Palais de Sports) 

 Československo -  Nizozemsko 3:0 (15:3, 15:4, 15:0)
1. září 1956 - Paříž (Palais de Sports) 

### Skupina D
|    |           | BUL | GDR | FRA | V | P | Skóre | B |
| 1. | Bulharsko | *** | 3:0 | 3:1 | 2 | 0 | 6:1   | 4 |
| 2. | NDR       | 0:3 | *** | 3:0 | 1 | 1 | 3:3   | 3 |
| 3. | Francie   | 1:3 | 0:3 | *** | 0 | 2 | 1:6   | 3 |

 NDR -  Francie 3:0 
30. srpna 1956 - Paříž (Palais de Sports) 

 Bulharsko -  Francie 3:1 (15:3, 15:8, 14:16, 15:11) 
31. srpna 1956 - Paříž (Palais de Sports) 

 Bulharsko -  NDR 3:0 (15:7, 15:7, 15:7)
1. září 1956 - Paříž (Palais de Sports) 

### Skupina E
|    |          | ROM | PRK | BRA | V | P | Skóre | B |
| 1. | Rumunsko | *** | 3:0 | 3:0 | 2 | 0 | 6:0   | 4 |
| 2. | KLDR     | 0:3 | *** | 3:1 | 1 | 1 | 3:4   | 3 |
| 3. | Brazílie | 0:3 | 1:3 | *** | 0 | 2 | 1:6   | 3 |

 KLDR -  Brazílie 3:1 (15:6, 12:15, 15:3, 15:8) 
30. srpna 1956 - Paříž (Palais de Sports) 

 Rumunsko -  Brazílie 3:0 (17:15 15:4, 15:3) 
31. srpna 1956 - Paříž (Palais de Sports) 

 Rumunsko -  KLDR 3:0 (15:11, 15:11, 15:10)
1. září 1956 - Paříž (Palais de Sports) 

### Finále
|     |            | URS | ROM | POL | TCH | BUL | CHN | PRK | GDR | USA | NED | V | P | Skóre | B  |
| 1.  | SSSR       | *** | 3:2 | 3:1 | 3:0 | 3:0 | 3:0 | 3:0 | 3:0 | 3:0 | 3:0 | 9 | 0 | 27:3  | 18 |
| 2.  | Rumunsko   | 2:3 | *** | 3:2 | 3:2 | 3:2 | 3:1 | 3:0 | 3:0 | 3:1 | 3:0 | 8 | 1 | 26:11 | 17 |
| 3.  | Polsko     | 1:3 | 2:3 | *** | 3:2 | 3:0 | 3:1 | 3:1 | 1:3 | 3:0 | 3:0 | 6 | 3 | 22:13 | 15 |
| 4.  | ČSR        | 0:3 | 2:3 | 2:3 | *** | 3:1 | 3:0 | 3:0 | 3:0 | 3:0 | 3:0 | 6 | 3 | 22:10 | 15 |
| 5.  | Bulharsko  | 0:3 | 2:3 | 0:3 | 1:3 | *** | 3:1 | 3:0 | 3:0 | 3:1 | 3:0 | 5 | 4 | 18:14 | 14 |
| 6.  | Čína       | 0:3 | 1:3 | 1:3 | 0:3 | 1:3 | *** | 3:0 | 3:2 | 2:3 | 3:1 | 3 | 6 | 14:21 | 12 |
| 7.  | KLDR       | 0:3 | 0:3 | 1:3 | 0:3 | 0:3 | 0:3 | *** | 3:2 | 3:2 | 3:1 | 3 | 6 | 10:23 | 12 |
| 8.  | NDR        | 0:3 | 0:3 | 3:1 | 0:3 | 0:3 | 2:3 | 2:3 | *** | 3:1 | 3:1 | 3 | 6 | 13:21 | 12 |
| 9.  | USA        | 0:3 | 1:3 | 0:3 | 0:3 | 1:3 | 3:2 | 2:3 | 1:3 | *** | 3:0 | 1 | 8 | 11:23 | 10 |
| 10. | Nizozemsko | 0:3 | 0:3 | 0:3 | 0:3 | 0:3 | 1:3 | 1:3 | 1:3 | 0:3 | *** | 0 | 9 | 3:27  | 9  |

 SSSR -  Čína 3:0 (15:8, 15:0, 15:9)
2. září 1956 - Paříž (Palais de Sports) 

 NDR -  Polsko 3:1 (15:12, 15:12, 13:15, 16:14)
2. září 1956 - Paříž (Palais de Sports) 

 Československo -  Bulharsko 3:1 (15:5, 7:15, 15:12, 15:12)
2. září 1956 - Paříž (Palais de Sports) 

 USA -  Nizozemsko 3:0 (15:3, 15:6, 15:9) 
2. září 1956 - Paříž (Palais de Sports) 

 Polsko -  Československo 3:2 (10:15, 15:6, 15:13, 7:15, 16:14)
3. září 1956 - Paříž (Palais de Sports) 

 SSSR -  Nizozemsko 3:0 (15:2, 15:7, 15:12) 
3. září 1956 - Paříž (Palais de Sports) 

 Bulharsko -  Čína 3:1 (8:15, 15:5, 15:5, 15:11)
3. září 1956 - Paříž (Palais de Sports) 

 KLDR -  Nizozemsko 3:1 (15:8, 15:12, 9:15, 15:8) 
3. září 1956 - Paříž (Palais de Sports) 

 Rumunsko -  NDR 3:0 (15:6, 16:14, 15:7) 
3. září 1956 - Paříž (Palais de Sports) 

 Rumunsko -  Nizozemsko 3:0 (15:6, 15:10, 15:5) 
5. září 1956 - Paříž (Palais de Sports) 

 Bulharsko -  USA 3:1 (15:3, 15:17, 15:5, 15:3) 
5. září 1956 - Paříž (Palais de Sports) 

 SSSR -  KLDR 3:0 (15:6, 15:6, 15:7)
5. září 1956 - Paříž (Palais de Sports) 

 Československo -  NDR 3:0 (15:5, 15:7, 15:5) 
5. září 1956 - Paříž (Palais de Sports) 

 Polsko -  USA 3:0 (15:4, 15:10, 15:6) 
5. září 1956 - Paříž (Palais de Sports) 

 NDR -  Nizozemsko 3:1 (15:5, 15:9, 10:15, 15:6) 
6. září 1956 - Paříž (Palais de Sports) 

 SSSR -  Rumunsko 3:2 (12:15 11:15, 15:6, 15:12, 15:8)
6. září 1956 - Paříž (Palais de Sports) 

 Bulharsko -  KLDR 3:0 (15:9, 15:13, 15:9) 
6. září 1956 - Paříž (Palais de Sports) 

 Československo -  Čína 3:0 (15:0, 15:2, 15:4)
6. září 1956 - Paříž (Palais de Sports) 

 Rumunsko -  Bulharsko 3:2 (10:15, 13:15, 15:9, 15:9, 15:8)
8. září 1956 - Paříž (Palais de Sports) 

 Československo -  USA 3:0 (15:5, 15:10, 15:3) 
8. září 1956 - Paříž (Palais de Sports) 

 Polsko -  KLDR 3:1 
8. září 1956 - Paříž (Palais de Sports) 

 Čína -  NDR 3:2 
8. září 1956 - Paříž (Palais de Sports) 

 USA -  Čína 3:2 (10:15, 10:15, 15:12, 15:8, 15:9)
9. září 1956 - Paříž (Palais de Sports) 

 SSSR -  NDR 3:0 (15:1, 15:2, 15:3)
9. září 1956 - Paříž (Palais de Sports) 

 Rumunsko -  Polsko 3:2 (15:11, 12:15, 15:5, 12:15, 16:14) 
9. září 1956 - Paříž (Palais de Sports) 

 Bulharsko -  Nizozemsko 3:0 (15:11, 15:7, 15:12)
9. září 1956 - Paříž (Palais de Sports) 

 Československo -  KLDR 3:0 (15:3, 15:13, 15:5)
9. září 1956 - Paříž (Palais de Sports) 

 NDR -  USA 3:1 (15:3, 16:14, 7:15, 15:10)
10. září 1956 - Paříž (Palais de Sports) 

 Čína -  KLDR 3:0 (16:14, 15:10, 15:12) 
10. září 1956 - Paříž (Palais de Sports) 

 Rumunsko -  Československo 3:2 (10:15, 11:15, 15:6, 15:8, 15:5)
10. září 1956 - Paříž (Palais de Sports) 

 Polsko -  Nizozemsko 3:0 (15:9, 15:3, 15:12)
10. září 1956 - Paříž (Palais de Sports) 

 SSSR -  Bulharsko 3:0 (15:8, 15:7, 15:10) 
10. září 1956 - Paříž (Palais de Sports) 

 KLDR -  USA 3:2 (15:13, 15:3, 7:15, 14:16, 15:11)
11. září 1956 - Paříž (Palais de Sports) 

 Rumunsko -  Čína 3:1 (15:8, 15:8, 11:15, 15:7)
11. září 1956 - Paříž (Palais de Sports) 

 SSSR -  Polsko 3:1 (15:4, 9:15, 15:6, 15:6)
11. září 1956 - Paříž (Palais de Sports) 

 Rumunsko -  USA 3:1 (12:15, 15:2, 15:4, 15:3)
12. září 1956 - Paříž (Palais de Sports) 

 SSSR -  Československo 3:0 (15:13, 15:8, 15:5) 
12. září 1956 - Paříž (Palais de Sports) 

 Polsko -  Bulharsko 3:0 (15:3, 15:9, 15:12)
12. září 1956 - Paříž (Palais de Sports) 

 KLDR -  NDR 3:2 (15:5, 5:15, 13:15, 15:8, 15:6)
12. září 1956 - Paříž (Palais de Sports) 

 Čína -  Nizozemsko 3:1 (15:3, 15:11, 15:11, 12:15, 15:5)
12. září 1956 - Paříž (Palais de Sports) 

### O 11. - 17. místo
|     |             | BRA | FRA | BEL | ISR | AUT | GER | LUC | V | P | Skóre | B  |
| 11. | Brazílie    | *** | 3:1 | 3:0 | 3:0 | 3:0 | 3:0 | 3:0 | 6 | 0 | 18:1  | 12 |
| 12. | Francie     | 1:3 | *** | 3:0 | 3:0 | 3:0 | 3:0 | 3:0 | 5 | 1 | 16:3  | 11 |
| 13. | Belgie      | 0:3 | 0:3 | *** | 3:1 | 3:0 | 3:0 | 3:0 | 4 | 2 | 12:7  | 10 |
| 14. | Izrael      | 0:3 | 0:3 | 1:3 | *** | 3:1 | 3:0 | 3:0 | 3 | 3 | 10:10 | 9  |
| 15. | Rakousko    | 0:3 | 0:3 | 0:3 | 1:3 | *** | 3:0 | 3:0 | 2 | 4 | 7:12  | 8  |
| 16. | SRN         | 0:3 | 0:3 | 0:3 | 0:3 | 0:3 | *** | 3:1 | 1 | 5 | 3:16  | 7  |
| 17. | Lucembursko | 0:3 | 0:3 | 0:3 | 0:3 | 0:3 | 1:3 | *** | 0 | 6 | 1:18  | 6  |

 Francie -  Lucembursko 3:0 (15:1, 15:0, 15:1)
2. září 1956 - Paříž (Palais de Sports) 

 Belgie -  Izrael 3:1 (15:9, 17:15, 5:15, 15:11)
2. září 1956 - Paříž (Palais de Sports) 

 Brazílie -  SRN 3:0 (15:1, 15:0, 15:4)
2. září 1956 - Paříž (Palais de Sports) 

 Francie -  Rakousko 3:0 (15:6, 15:6, 15:4) 
3. září 1956 - Paříž (Palais de Sports) 

 Belgie -  SRN 3:0 (15:0, 15:2, 15:8) 
3. září 1956 - Paříž (Palais de Sports) 

 Brazílie -  Lucembursko 3:0 (15:1, 15:1, 15:0) 
3. září 1956 - Paříž (Palais de Sports) 

 Belgie -  Lucembursko 3:0 (15:0, 15:8, 15:5) 
5. září 1956 - Paříž (Palais de Sports) 

 Brazílie -  Rakousko 3:0 (15:0, 15:6, 15:3)
5. září 1956 - Paříž (Palais de Sports) 

 Izrael -  SRN 3:0 (15:11, 15:7, 15:3)
5. září 1956 - Paříž (Palais de Sports) 

 Belgie -  Rakousko 3:0 (15:6, 15:3, 16:14)
6. září 1956 - Paříž (Palais de Sports) 

 Brazílie -  Francie 3:1 
6. září 1956 - Paříž (Palais de Sports) 

 Francie -  Belgie 3:0 
8. září 1956 - Paříž (Palais de Sports) 

 Izrael -  Rakousko 3:1 
8. září 1956 - Paříž (Palais de Sports) 

 SRN -  Lucembursko 3:1 
9. září 1956 - Paříž (Palais de Sports) 

 Francie -  Izrael 3:0 
9. září 1956 - Paříž (Palais de Sports) 

 Brazílie -  Belgie 3:0 
9. září 1956 - Paříž (Palais de Sports) 

 Brazílie -  Izrael 3:0 (15:5, 15:3, 15:2) 
10. září 1956 - Paříž (Palais de Sports) 

 Rakousko -  Lucembursko 3:0 (15:3, 15:9, 15:12)
10. září 1956 - Paříž (Palais de Sports) 

 Francie -  SRN 3:0 (15:4, 15:4, 15:5) 
10. září 1956 - Paříž (Palais de Sports) 

## Soupisky
1.  SSSR
| - Lidija Boldyrevová - Ljudmila Buldaková - Alexandra Čudinová - Skaidra Galachovová - Kira Gorbačevová | - Sofia Gorbunovová - Lidija Ivanickaja - Militija Kononová - Lidija Kaleniková | - Ljudmila Maščerjaková - Antonina Mojsejevová - Lidija Strelnikovová - Valentina Varkevičová |

2.  Rumunsko
| - Natalia Cernat - Sonia Colceriu - Doina Ivanescu - Cornelia Moraru | - Tinela Plesoianu - Elena Rasvanta - Rodica Sadoveanu - Ana Susan | - Florina Teodorescu - Cornelia Timosanu - Verona Zama |

3.  Polsko
| - Barbara Czeczotka - Maria Golimowska - Krysztyna Hajec - Halina Josko | - Barbara Kocan - Teresa Konopka - Danuta Kordaczuk - Izabella Laz | - Halina Tomaszewska - Wanda Tumidajewicz - Anna Wierus - Wanda Zarzycka |

4.  Československo
| - Bohumila Valášková - Libuše Svozilová - Lenka Kučerová - Hana Moravcová | - Alena Nečasová - Libuše Neugebauerová - Regina Matalíková - Božena Lútočková | - Bela Štulcová - Jindra Holá - Svatava Štaudová - Janka Šindelářová |

Trenér: M. Mácha

## Konečné pořadí
| 2.               | Mistrovství světa 1956 | Z  | V  | P | Skóre | B  |
| ---------------- | ---------------------- | -- | -- | - | ----- | -- |
| Zlatá medaile    | Sovětský svaz          | 11 | 11 | 0 | 33:3  | 22 |
| Stříbrná medaile | Rumunsko               | 10 | 9  | 1 | 29:11 | 19 |
| Bronzová medaile | Polsko                 | 11 | 8  | 3 | 28:13 | 19 |
| 4.               | ČSR                    | 10 | 7  | 3 | 25:10 | 17 |
| 5.               | Bulharsko              | 10 | 6  | 4 | 21:5  | 16 |
| 6.               | Čína                   | 11 | 5  | 6 | 20:21 | 16 |
| 7.               | Severní Korea          | 10 | 4  | 6 | 13:24 | 14 |
| 8.               | NDR                    | 10 | 4  | 6 | 16:21 | 14 |
| 9.               | USA                    | 11 | 4  | 7 | 17:23 | 15 |
| 10.              | Nizozemsko             | 10 | 1  | 9 | 6:27  | 11 |
| 11.              | Brazílie               | 8  | 6  | 2 | 19:7  | 14 |
| 12.              | Francie                | 8  | 5  | 3 | 17:9  | 13 |
| 13.              | Belgie                 | 8  | 4  | 4 | 12:13 | 12 |
| 14.              | Izrael                 | 8  | 3  | 5 | 10:16 | 11 |
| 15.              | Rakousko               | 8  | 2  | 6 | 7:18  | 10 |
| 16.              | SRN                    | 8  | 1  | 7 | 3:22  | 9  |
| 17.              | Lucemburk              | 8  | 0  | 8 | 1:24  | 8  |